# 九尾狐傳1938
《九尾狐傳1938》（：／），為韓國tvN於2023年5月6日起播出的土日劇，由《小神的孩子們》、《九尾狐傳》的姜信孝導演與韓佑麗編劇再度合作打造。本劇講述在現代與愛人過著幸福日子的李硯（李棟旭 飾）卻因寶物被盜導致陰陽兩界失衡而被迫回到1938年，在那他必須守護青梅竹馬的友誼與保護唯一的弟弟，才能完成任務順利回家。
2023年5月6日起，OTT平台由Prime Video於全球播出。

## 創意企劃
- 「明目張膽」以復古幻想回歸的九尾狐傳
這次就光明正大地玩吧！類型是穿越劇，禁忌消失，動作片變強，角色變得更加殺氣騰騰。
- 不安和魅惑的城市
1938年京城黑色膠鞋和高跟鞋、髮髻和捲，臭蟲沸騰的茅草屋和高級百貨商店混雜在一起的地方本身就是一種諷刺。乘著西勢東漸的浪潮登陸韓半島的現代，我們本土的妖怪們也狠狠地遭受時代的折磨。
- 京城，與2023年接軌
雖然相隔了約100年，但那時的京城與我們的今天相似。畢業於名學的知識分子因找不到工作，輾轉於茶館，就像在星巴克安營紮寨的現在青春一樣，這是最糟糕的失業率剛剛裝飾報紙的時代。儘管如此，青春們還是找到了小確幸的方法，努力開朗，拋開早婚習俗，開始了熱戀。

這是走過那個綜藝時代中心的韓國九尾狐的故事。

## 演員陣容

### 主要人物
| 演員                    | 角色   | 介紹 |
| 李棟旭 （童年：李载俊） | 李硯   | 化作人身的千年九尾狐，以前曾是白頭大幹的山神。 後來為拯救心愛的人類女子而放棄山神職位。雖然終於和永遠的初戀南智雅一同迎來幸福的結局，但卻被捲入了意想不到的事件中，來到了1938年的日治朝鮮。為了回到珍貴的人存在的現代而展開了殊死搏鬥。 |
| 金素妍 （童年：朴艺邻） | 柳紅酒 | 曾是西邊山神。 本體為鵰鴞，有著「絕世佳人」之稱、不老傳說的京城最高級料理餐廳「妙緣閣」的老闆娘。 李硯的家臣具申柱從前是從她的異智山逃走而去。                                                                                          |
| 金汎                    | 李朗   | 李硯同父異母的弟弟，半人半狐。 雖然在現代化解了與李硯的誤會，甚至不惜犧牲，但對突然來到了1938年的李硯還是展現了一成不變的反抗期。 |
| 劉慶秀 （童年：李京勳） | 千無影 | 曾是北邊山神。 本體為白頭山老虎，曾經是李硯和柳紅酒的朋友，但因為哥哥的死，與李硯產生敵對感，展開了無法避免的勝負對決。 |

### 李硯周邊人物
| 演員   | 角色     | 介紹 |
| 黃熙   | 具申炷   | 獸醫。 從李硯管理白頭山脈時期起就充當他的忠臣的男子。剛來到人世的時候，作為狐狸也曾有過生活的苦惱，但是在品嚐炸雞、逛超市時得到了很大的領悟，改變了人生的座右銘。 |
| 金容智 | 鮮于恩好 | 《鮮于日報》記者，社長俵祥羽的次女。 日本名字「俵銀子」，母親是大日本帝國的華族，外貌與具申炷的妻子驚人地相似。她是隱藏身份的獨立運動家和爆炸物專家，唯一的姐姐嫁給加藤龍平後上吊自殺，因此加入光復義勇隊。                                                                           |
| 金正蘭 | 奪衣婆   | 三途川守門人，閻羅王的妹妹，是三途川最優秀的公務員。 奪衣婆比任何時候都忙，在舊的東西被無情拋棄的時代，埋藏不正之風的土地因文化住宅建設熱潮被挖掘出來，逐漸被遺忘的土著神們掩飾不住憤怒。爲了控制沸騰的世道，在忙得不可開交的情況下，偶爾從辦公室出來...因爲京城出現了劇場。          |
| 安吉強 | 懸衣翁   | 三途川守門人，奪衣婆的丈夫，是個溫順的爺爺。 那天，懸衣翁第一次反抗了這個他一直以她為天的妻子。不顧奪衣婆的警告，不要隨意介入人類事務，支援著朝鮮獨立運動。身為三途川的門衛，雖然看到了無法估量的死亡，但總覺得這樣不行，戰爭，拷問，強制勞役⋯⋯因爲他們的生命不是被隨意踐踏而誕生的。 |
| 金秀珍 | 福惠子   | 位於京城中心的「五福洋品店」的主人。 本體為田螺姑娘，主要客人是京城的大富豪和日本夫人。「五福洋品店」也是光復義勇隊第四支部的秘密基地，流向滿洲的大部分軍資都掌握在田螺姑娘手裡。 |

### 柳紅酒周邊人物
| 演員   | 角色   | 介紹 |
| 韓建宥 | 劉載宇 | 柳紅酒的保鑣。 本體為土生土長的珍島犬，像影子一樣守護在紅酒身邊的忠誠寡言的男子。除了紅酒的安全，對任何事物都不關心。 |
| 金珠英 | 梅花   | 妙緣閣的妓生、梅蘭竹菊中的大姐。 曾經是被人拋棄無處可去的孩子，比任何人都努力學習文字，細心照顧其他的妓生。           |
| 金娜炫 | 蘭草   | 妙緣閣的妓生。 為人重義氣、重情意，性格外柔內剛。                                                                     |
| 姜娜言 | 菊姬   | 妙緣閣的妓生。 有五個兒子家裡的小女兒，吃穿都搶不過哥哥們，所以很貪吃，經常偷吃客人桌上的食物。                       |
| 朱藝琳 | 竹香   | 妙緣閣最年幼的妓生。 被父親賣給東方朔換取年輕容顏，後被柳紅酒收留成為妙緣閣妓生。因為祖母是巫婆，所以能看見鬼魂。     |

### 李朗周邊人物
| 演員                     | 角色   | 介紹 |
| 趙達煥                   | 副頭目 | 馬賊團副頭目。 真名「李米緣」，本體為狼，馬賊團頭目錯誤招惹李朗被殺後，他立即宣誓效忠李朗成為左膀右臂。 |
| 禹賢珍 （歌唱聲演：Kei） | 張汝熙 | 「五福洋品店」的售货员。 本體為聲音動聽的人魚，性格開朗、直率。                                         |

### 其他人物
| 演員   | 角色        | 介紹 |
| 河道權 | 加藤龍平    | 朝鮮總督府警務局長 死神雇傭兵團之首,父子相連螭龍 朝鲜代父辈、子 申炷的妻子和兒螭龍 大日本帝國派到朝鮮的首席專員，本體為大天狗，《鮮于日報》社長俵祥羽的女婿、鮮于恩好的姐夫。 |
| 林志浩 | 斋藤亮      | 朝鮮總督府警務局保安官要員 本體是日本妖怪，加藤龍平的部下。 |
| 鄭東根 |             | 日本軍官。 |
| 金江日 |             | 日本皇軍指揮官。 |
| 李在勇 | 俵祥羽      | 朝鮮名字鮮于佑昌，《鮮于日報》社長。 |
| 鄭守教 | 鄭大勝      | 钟路警察署警察，梅花的哥哥。 |
| 李康旭 |             | 钟路警察署警察。 |
| 姜妍靜 | 白峨音      | 本体为浣熊，因名字与李砚的初恋相同而成天被他找麻烦。 |
| 車時元 |             | 本体为浣熊，白峨音的丈夫。 |
| 張河景 | 梁英愛      | 首屆朝鮮小姐選拔大會最終獲獎者，被三蟲控制後變成夜叉，千無影偷偷將她圈養起來。                                                                                                |
| 朴姃言 |             | 惡鬼。 |
| 朴英樹 |             | 惡鬼。 |
| 沈熙燮 | 千虎影      | 千无影的哥哥，四大山神选拔时被李砚杀害。 |
| 沈熙燮 | 原始山神    | |
| 金英雄 | 幸运神      | 财神的守护者，伪装成僧人。 |
| 任基鸿 | 五道转轮王  | 地狱的第十代王，掌管黑暗地狱。 |
| 高健漢 | 萇山虎      | 連山神三人幫都無法隨意對待的老妖怪，奪衣婆稱他為模仿者。 |
| 元美元 |             | 苌山虎手下唯一的幸存者。 |
| 金承禾 | 宥淇        | 日本妖怪組成的「死神雇傭兵團」成員，本體是日本妖怪「雪女」，是可以操控冰雪的妖怪，會給喜歡的人送上雪人。                                                                      |
| 鄭先哲 | 大入道      | 「死神雇傭兵團」成員，本體是日本妖怪「大入道」，可以自由交換身體的妖怪。 |
| 李奎浩 | 大蝦蟆      | 「死神雇傭兵團」成員，本體是日本妖怪「大蝦蟇」，力大無窮的妖怪。 |
| 鄭在元 | 牛打坊      | 「死神雇傭兵團」成員，本體是日本妖怪「牛打坊」，使用致命毒藥獵殺動物的妖怪，可以看穿妖怪本體。                                                                                |
| 徐榮柱 | 覺          | 「死神雇傭兵團」團長，本體是日本妖怪「覺」（覚 さとり），擅長幻術的妖怪，偽裝成朝鮮催眠術協會會長的助手。                                                                     |
| 李東熙 | 克莉絲汀·朴 | 朝鮮催眠術協會會長。 |

### 特別出演
| 演員   | 角色   | 介紹                                     | 集數  |
| 金泳勳 | 東方朔 | 在妙緣閣騙取人類的壽命，本體是棱皮龜。   | 1     |
| 黃石正 |        | 崔勝子美容室老闆。                       | 2     |
| 曹寶兒 | 南智雅 | 李硯的戀人，前世是李硯的初戀情人峨音。   | 6、12 |
| 安在模 | 金斗漢 | 電視劇《野人時代》的男主角。             | 7     |
| 金法來 | 獨腳鬼 | 擅長賭博的妖怪，但賭的不是金錢而是壽命。 | 8     |

## 原聲帶
Part 1
| 2023年5月7日 | 2023年5月7日       | 2023年5月7日 | 2023年5月7日                           | 2023年5月7日    | 2023年5月7日 |
| 曲序         | 曲目               |              | 作曲                                   | 演唱            | 时长         |
| ------------ | ------------------ | ------------ | -------------------------------------- | --------------- | ------------ |
| 1.           | Full Moon          | Sean Kimm    | Treasure Maker Perrie 9june9 Sean Kimm | 基贤 (Monsta X) | 3:17         |
| 2.           | Full Moon（Inst.） |              | Treasure Maker Perrie 9june9 Sean Kimm |                 | 3:17         |
| 总时长：     | 总时长：           | 总时长：     | 总时长：                               | 总时长：        | 6:34         |

Part 2
| 2023年5月14日 | 2023年5月14日               | 2023年5月14日 | 2023年5月14日 | 2023年5月14日 | 2023年5月14日 |
| 曲序          | 曲目                        |               | 作曲          | 演唱          | 时长          |
| ------------- | --------------------------- | ------------- | ------------- | ------------- | ------------- |
| 1.            | Love Song（ (戀歌)）        | Kim Min       | Hong Dae-sung | Kei           | 3:09          |
| 2.            | Love Song（ (戀歌); Inst.） |               | Hong Dae-sung |               | 3:09          |
| 总时长：      | 总时长：                    | 总时长：      | 总时长：      | 总时长：      | 6:18          |

Part 3
| 2023年5月21日 | 2023年5月21日          | 2023年5月21日 | 2023年5月21日  | 2023年5月21日 | 2023年5月21日 |
| 曲序          | 曲目                   |               | 作曲           | 演唱          | 时长          |
| ------------- | ---------------------- | ------------- | -------------- | ------------- | ------------- |
| 1.            | Kiss The Rain          | Kevin Kim Min | Kevin Kim Min  | Thama         | 2:33          |
| 2.            | Kiss The Rain（Inst.） |               | Kevin, Kim Min |               | 2:33          |
| 总时长：      | 总时长：               | 总时长：      | 总时长：       | 总时长：      | 5:09          |

Part 4
| 2023年5月28日 | 2023年5月28日        | 2023年5月28日 | 2023年5月28日 | 2023年5月28日 | 2023年5月28日 |
| 曲序          | 曲目                 |               | 作曲          | 演唱          | 时长          |
| ------------- | -------------------- | ------------- | ------------- | ------------- | ------------- |
| 1.            | Wind Song（）        | Kim Min       | Hong Dae-sung | Kei           | 4:11          |
| 2.            | Wind Song（; Inst.） |               | Hong Dae-sung |               | 4:11          |
| 总时长：      | 总时长：             | 总时长：      | 总时长：      | 总时长：      | 8:22          |

Part 5
| 2023年6月11日 | 2023年6月11日         | 2023年6月11日 | 2023年6月11日 |
| 曲序          | 曲目                  | 演唱          | 时长          |
| ------------- | --------------------- | ------------- | ------------- |
| 1.            | Keep Silence          | GRASS         | 3:17          |
| 2.            | Keep Silence（Inst.） |               | 3:18          |
| 总时长：      | 总时长：              | 总时长：      | 6:35          |

## 收視率
| 季數 | 季數 | 每季集數 | 每季集數 | 每季集數 | 每季集數 | 每季集數 | 每季集數 | 每季集數 | 每季集數 | 每季集數 | 每季集數 | 每季集數 | 每季集數 |
| 季數 | 季數 | 1        | 2        | 3        | 4        | 5        | 6        | 7        | 8        | 9        | 10       | 11       | 12       |
| ---- | ---- | -------- | -------- | -------- | -------- | -------- | -------- | -------- | -------- | -------- | -------- | -------- | -------- |
|      | 1    | 1.659    | 1.843    | 1.443    | 1.805    | 1.457    | 1.664    | 1.514    | 1.803    | 1.283    | 1.685    | 1.287    | 2.216    |

| 集數       | 播出日期   | 標題           | 尼爾森收視率     | 尼爾森收視率   |
| 集數       | 播出日期   | 標題           | 大韓民國（全國） | 首爾（首都圈） |
| ---------- | ---------- | -------------- | ---------------- | -------------- |
| 1          | 2023/05/06 | 兄弟情，1938年 | 6.463%           | 7.409%         |
| 2          | 2023/05/07 | 美麗的“我”     | 7.129%           | 8.303%         |
| 3          | 2023/05/13 | 塞陀尼         | 5.233%           | 5.808%         |
| 4          | 2023/05/14 | 棄嬰           | 6.682%           | 7.606%         |
| 5          | 2023/05/20 | 棄嬰2          | 5.533%           | 6.656%         |
| 6          | 2023/05/21 | 四角遊戲       | 6.860%           | 8.116%         |
| 7          | 2023/05/27 | 萇山虎         | 5.324%           | 6.249%         |
| 8          | 2023/05/28 | 本土神         | 6.736%           | 7.983%         |
| 9          | 2023/06/03 | 坂東飯店       | 4.988%           | 6.155%         |
| 10         | 2023/06/04 | 死神僱傭兵團   | 6.625%           | 8.196%         |
| 11         | 2023/06/10 | 陷阱           | 4.728%           | 5.475%         |
| 12         | 2023/06/11 | 朝鮮最後的山神 | 8.024%           | 9.102%         |
| 平均收視率 | 平均收視率 | 平均收視率     | 6.194%           | 7.255%         |

- 收視最低的集數以藍色表示，收視最高的集數以紅色表示，而空格則表示該集的收視沒有相關數據。

## 同一劇集時段作品
週五六時段劇集
- MBC 金土連續劇：《朝鮮律師》
- SBS 金土連續劇：《浪漫醫生金師傅3》

週末時段劇集
- KBS2 週末連續劇：《真的出現了！》
- JTBC 週末連續劇：《車貞淑醫生》

## 外部連結
- 韓國tvN官方網站
- Daum上《九尾狐傳1938》的資料
- Amazon Prime Video上《九尾狐傳1938 （页面存档备份，存于）》的資料
- 互联网电影数据库（IMDb）上《九尾狐傳1938》的资料（英文）

| tvN 週末連續劇                                     | tvN 週末連續劇                                 | tvN 週末連續劇 |
| -------------------------------------------------- | ---------------------------------------------- | -------------- |
|                                                    | 九尾狐傳1938 （2023年5月6日—2023年6月11日）    |                |
| 潘朵拉：偽造的樂園 （2023年3月11日—2023年4月30日） | 今生也請多指教 （2023年6月17日—2023年7月23日） |                |